# Saïdi Ntibazonkiza
Saïdi Ntibazonkiza (* 1. Mai 1987 in Bujumbura) ist ein burundischer Fußballspieler.

## Karriere
Ntibazonkiza kam 2006 als Asylsuchender in die Niederlande und wurde in die Jugendmannschaften des NEC Nijmegen integriert. In der Saison 2006/07 wurde er erstmals in der Eredivisie eingesetzt; nach Erhalt der Aufenthaltserlaubnis unterschrieb er einen bis 2012 laufenden Profivertrag bei NEC. Nach vier Jahren in Nijmegen wechselte Ntibazonkiza jedoch im Sommer 2010 in die polnische Erste Liga zu Cracovia. Nach dem Abstieg 2012 wollte und sollte Ntibazonkiza den Verein verlassen. Ein Wechsel zu Lech Posen scheiterte jedoch an einer Kreuzbandverletzung. Somit fand er sich schließlich nicht im Kader zur Saison 2012/13 wieder. Im August 2014 wechselte Ntibazonkiza in die Türkei zu Akhisar Belediyespor. Bereits nach einer halben Spielzeit verließ er diesen Klub wieder. Im Februar 2017 wurde der er vom kasachischen Erstligisten Qaisar Qysylorda verpflichtet. Nach einem Jahr der Vereinslosigkeit lief er ab 2020 wieder für seinen Jugendclub und dann für den Young Africans SC auf.
Ntibazonkiza bestritt zwischen 2004 und 2015 insgesamt 15 Länderspiele für die Nationalmannschaft Burundis, in denen er sieben Tore erzielte. Seit 2020 wieder eingesetzt, gelangen ihm in fünf weiteren Spielen ebenso viele Tore.